# チリでの学生運動 (2006年)
2006年のチリでの学生運動（学生の制服から、ペンギン革命(スペイン語: Revolución de los pingüinos/Revolución pingüina)とも呼ばれる）は、2006年の4月下旬から6月上旬にかけてチリで行われた高校生（チリでは14歳から18歳まで）による学生運動。5月30日のピーク時には79万人の学生が全国各地で暴動やデモ行進を行った。チリの歴史で過去30年で最大の学生運動となり、同年3月に発足したばかりのミシェル・バチェレ政権にとって最初の政局危機となった。
学生たちの短期的な要求は、バス料金を再び無料化することおよび大学共通入学試験（PSU）の無料化であった。また、長期的な点での要求としては、教育基本法（LOCE）の廃止、助成による市立教育の廃止、全日制システム（JEC）の改革、全学生に対する質の高い教育の提供であった。
6月1日、バチェレ大統領はテレビで全国民に向けて演説を行い、学生たちの要求の大部分を満たす複数の新たな教育政策を発表した。6月7日には、73人で構成される大統領の諮問委員会を設置し、バチェレはこの委員会で学生たちの長期的要求について議論することを約束した。この委員会の73人のメンバーには6人の高校生が含まれている。学生たちは当初、この委員会への参加がためらわれたが、6月9日の集会でこの招聘を受け入れるとともに、ストライキや学校の占拠を終了するよう呼びかけた。
8月23日、およそ2,000人の学生が首都サンティアゴ・デ・チレほか数都市で、改革の実行の遅さに抗議するデモ行進を行った。この行進は、一部の集団が平和的なデモから外れてしまい、最終的には警察に向けて投石を行うようになってしまった。警察は催涙ガスと放水銃で応戦し、200人以上が逮捕されるとともに十数人が負傷した。

## 背景

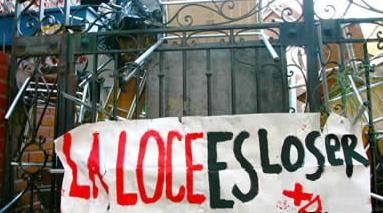
学生たちに占拠された学校に張られた「LOCEは失敗だ」の横断幕。

チリの教育基本法（LOCE）は1990年3月7日に公布され、アウグスト・ピノチェト大統領の16年半にわたる独裁政権最終日の前日にあたる同年3月10日に施行された。この法律は学生および教師から酷評されるとともに、同様に与党連合コンセルタシオン・デモクラシアからも批判されていたが、民主主義回復後も大部分が修正されずに残っていた。
LOCE批判派は、この法律によって国による教育への関与を単なる調整や保護の役割に留めてしまっていると指摘していた。この法律では同時に、教育についての責任を民間企業や公営企業に委譲することを可能にし、また公立学校は国ではなく地方自治体によって運営されることとなった。その結果、学生、保護者、教職員たちがそれまで楽しんでいた学校というものへの関与が削減されてしまった。
1990年代、コンセルタシオン・デモクラシアが掲げた主な目標の一つに、いわゆる教育改革があった。この改革の柱の一つに、エドゥアルド・フレイ政権下で推進した全日制システム（JEC）がある。この計画は、高校生が実際に教室で学ぶ時間を増やそうとするものだった。しかし、多くの場合は新たな教室の数や必要な設備は増やされなかった。多くの人は、政府上層部が公教育に多くを費やしたものの、教育の質は危惧すべきレベルに落ち込んだと考えるようになった。研究によれば、JECはやはり正しく実行されず、また望ましい結果を得ることもなかったとされている。
さらに2000年以降、新たなニーズとして交通機関のスクールパスや新大学入試というテーマが浮かび上がってきた。いくつかの分野で多くの前進が見られたものの、学生たちが求めていた分野については、2006年の段階まで未解決のまま残されてしまっていた。

## デモ活動初期
2006年4月24日、PSUの費用を2万8,000チリ・ペソに値上げすることが発表された。さらに、学生交通パス（Pase Escolar）によるバス運賃割引を1日2回を上限にするという新たな制限の導入が噂された。この結果、サンティアゴのいくつかの学校ではデモ活動が実施され、学生たちはサンティアゴのメインストリートであるアラメダ通りで交通パス、バス運賃、大学入試への助成を訴えた。このデモ活動は、一部が暴力行為に発展したところで終わりを迎えた。4月26日には47人の高校生が警察に逮捕されている。
その数日後、新たなデモ活動が許可無しに行われた。教育省が一部の要求に応じたにもかかわらず、学生たちは満足できないままであった。
メーデーでは、サンティアゴの高校生たちが繁華街に近いアルマグロ公園で大規模デモに参加した。ここでも暴力行為が勃発し、サンティアゴをはじめチリ全土で1,024人が警察に逮捕された。これらの暴力行為は政府や世論から非難されることとなった。

## 学校の占拠

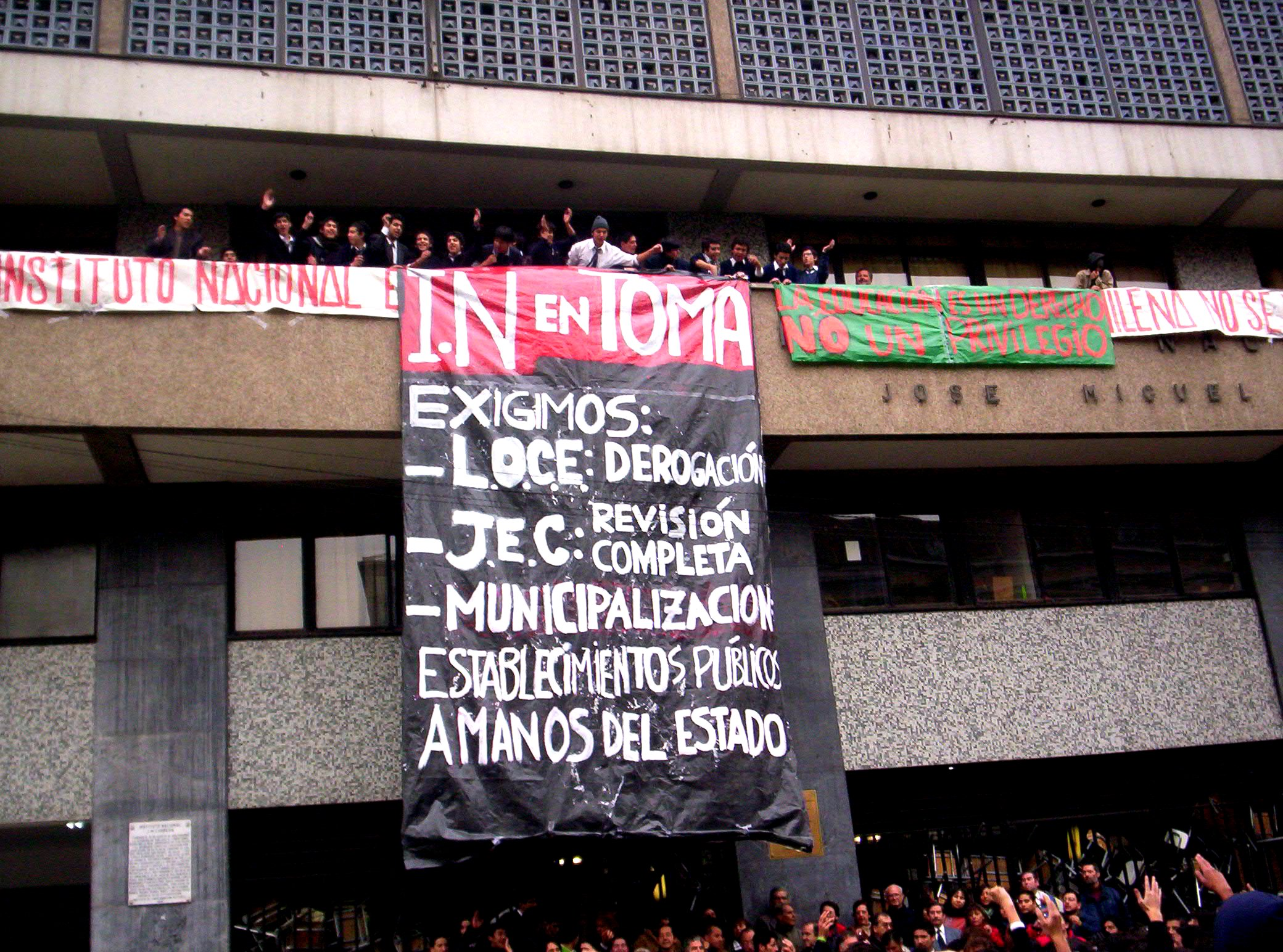
学生たちに占拠されたインスティトゥト・ナシオナル　2006年5月19日

3週間にわたる抗議活動を経ても学生たちの要求に対する進展はわずかなものであった。むしろ、彼らの闘いに対する世間の共感という点で、暴力行為が逆効果を与えてしまっていた。転機となったのは、チリでも名門校として知られるインスティトゥト・ナシオナルとリセオ・デ・アプリカチオンで、学生たちが5月19日の夜に学校を占拠し教育改革の改善を求めたものであった。この要求には、1982年に導入された教育行政の基礎自治体への移管というシステムの終了、LOCEの廃止、そして5月21日に行われるミシェル・バチェレ大統領の一般教書においてはっきりと宣言することが盛り込まれていた。しかし、バチェレ大統領は間接的に学生たちの要求に触れるだけに留まり、むしろ学生たちの暴力行為を非難することに焦点を合わせる内容となった。

この政府の反応は、デモ活動の継続を求めていた学生たちのリーダーらを満足させるものではなかった。しかし、Instituto Nacionalの学生たちは、授業のストライキと引き換えに学校の占拠をやめることを決めた。このストライキは、教師、保護者、学校管理者からも支持されていた。一方で、いくつかの公立高校では占拠が続けられ、また未遂に終わった学校もあった。衝突などもなく一見して平和な状況であったが、占拠した学生たちは政府やマーティン・ジリッチ教育長官からは受け入れられず、学生たちの動員が続く限り交渉のテーブルには戻らないと明言されたまま交渉は終わってしまった。

しかしながら、対話を拒否する政府側の戦術は功を奏しなかった。4月24日に抗議活動が始まって以降、5月23日の段階でバチェレ大統領の母校を含む14の学校が学生たちに占拠されているかストライキが行われている状況にあった。

その夜、サンティアゴ中心部の11の学校が学生たちによって占拠された。学生たちは連立与党の下院や、教師会その他各種協会から政治的なサポートを受け、ジリッチ教育長官は難しい立場に立たされることとなった。ジリッチ教育長官は最終的に、「騒動の発生している学校の全ての代表者」と新たな交渉の場を設けることを求め、翌週月曜の5月29日に設定された。しかしその日のうちに、学生たちが立てこもる学校はイキケ、バルパライソ、ランカグア、コンセプシオンなど全国各地で増えていった。
5月26日になると状況はさらに拡大し、サンティアゴのマイプー区、サン・ミゲル区、ラス・コンデス区、プダウェル区やプエンテ・アルトの学生たちが平和的なデモ行進を行ったほか、私立学校らがこの催しを支持した。全国で100校に達する学校から10万人の学生が大規模デモに参加した。高校生調整会議（ACES）は5月30日に全国ストライキを行うことを呼びかけ、チリ大学学生連合（FECH） や全国教員組合からも支持を受けた。
こうした動きに連れて、世論はだんだんと政府や政府の危機対応に対して批判的になった。これによりバチェレ大統領は「いかなる例外も無い議題で」対話を再設定せざるを得なくなったが、この新たな対応は決して矛盾も失敗も意味するものではないと重ねて断言した。「これは、話をし話を聞くためにテーブルに着く決定をしたものだ。そこには我々が同意できるものがあるだろうし、そうでないものもあるだろう」
全国規模のストライキを回避する最後の機会は、ジリッチ教育長官が学生たちの代表者に呼びかけて行われた会合だった。しかし、この会合はジリッチ教育長官自らが行ったものではなくピラール・ロマグエラ副長官が執り行うというもので、学生たちはその状況を拒否した。さらに、この交渉に選ばれた会場はおよそ100人にのぼる学生の代表団を受け入れる規模ではなく、学生たちは1箇所に集めて交渉しなければ交渉継続を拒否すると態度を硬化させてしまった。政府は交渉の継続に自信を示し、今回の会合が失敗であったという見解を否定するとともに、小さな前進が得られたと主張した。

会合が決裂したあと、ACESは組織を6つの地方部門に再編成するとともに、与党コンセルタシオン・デモクラシアと野党チリのための同盟の両方の上院議員との会合を行った。広い範囲にわたってこの運動へのサポートが浸透する兆候が、政界諸派にも広まっていた。

## 第1次全国ストライキ

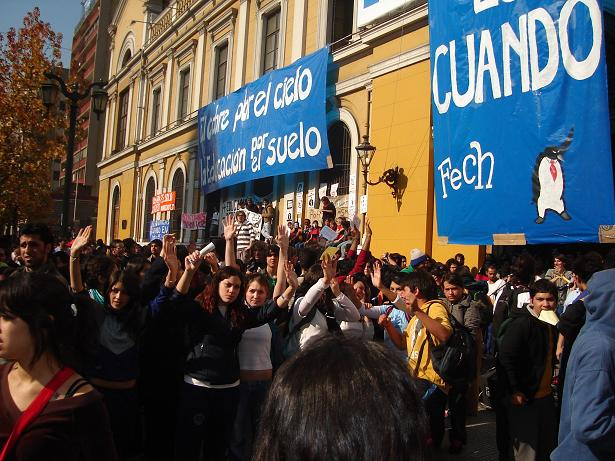
デモに参加したチリ大学の学生たち

ACESによれば、5月30日の時点で250以上の学校が機能停止状態にあった。この日は、平和的なデモを行うよう多くの声が上がっていたにもかかわらず、様々な暴力的行動があった日として位置付けられている。高校生たちによるストライキの呼びかけは、チリ大学、チリ・カトリック大学及びサンティアゴ・デ・チレ大学の学生の関心を集めた。実際にストライキに参加した学生数は、概算で60万人 から100万人 とされている。
同日の朝、バチェレ大統領は内務相、財務相、教育長官などの政策チームのメンバーを大統領府呼び出した。その中で、ジリッチ教育長官が学生たちのリーダーら23人と直接会うため国立図書館に行くことが決まった。

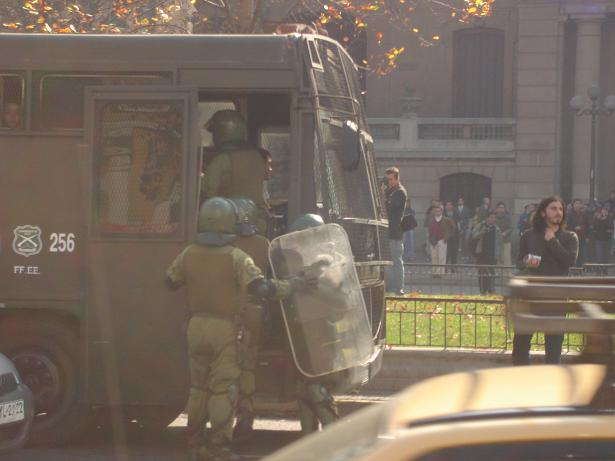
デモに対応する警察の特殊部隊

国内の他の地域でも数多くのデモ活動が開催されていたが、多くのデモ活動が警察によって解散させられていた。サンティアゴのLiceo de Aplicaciónやチリ大学本校の周辺といったマイプー区、プエンテ・アルト、ラ・フロリダ区などで大規模な活動が展開された。この時、国立図書館の外で会談の結果を待っていた人々に向けて警察が催涙弾を撃ったことにより、広くから非難を受けることとなった。
警察が学生やバスや個人宅にいた見物人をも逮捕する映像が報道によって流された。また報道関係者も警察の特殊部隊の対象となってしまった。警察と学生たちとの攻防は夜を徹して続き、725人が逮捕され26人が負傷した。警察の対応は、世論に大きな不快感を与えた。報道機関や大統領本人からも警察に対する強い反応が示された。
また、当初は警察を支持していた地方政府やサルディバル内相も、調査の開始と、特殊部隊の隊長と副隊長を含む10人の解雇を行うよう警察幹部に対して厳しい非難を展開した。その後のデモ活動は、テムコやバルパライソなどで行われ、そのほとんどが平和的に終わった。しかし、5月31日にサンティアゴのプラザ・イタリアでは暴動が発生し、54人の逮捕者を出した。

## その後の交渉

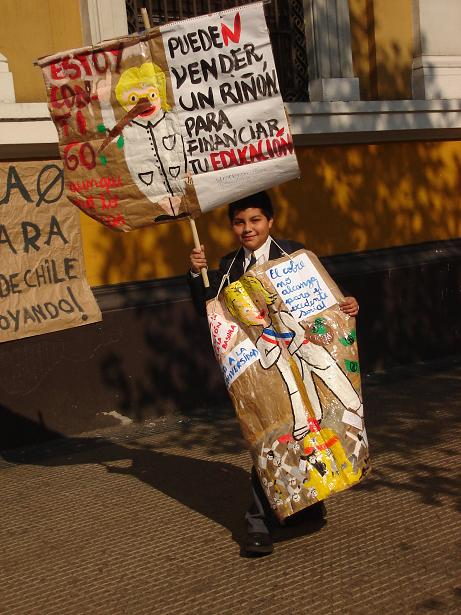
バチェレ大統領の風刺画を持つ学生

2006年5月31日（水）、ACESのメンバーは長官からの提案を検討するためにインスティトゥト・ナシオナルに集合した。ジリッチ教育長官の提案は、人口のうち、収入の少ない3分の1の層の大学共通入学試験料を免除するというものだった。学生代表数百人が数時間議論した結果、会議の議長は提案の拒絶を宣言し、大学生、教師、労働者の一部を合わせて月曜から全国ゼネラル・ストライキをすることを行うと宣言した。
ジリッチ教育長官はサンティアゴの古い教会レコレタ・ドミニカで再び学生達と会った。しかし7時間の交渉の末、学生らは、長官の提案を却下してゼネストを続けることを宣言した。ジリッチ教育長官はそのような脅迫的なやり方を続ける限りは交渉には応じられないと発言した。
6月1日の晩、バチェレ大統領は国民にむけてふたたび演説し、教育改革に関する最終的な提案を告知した。
- 教育省を再編成し、独立した権限を持ったいくつかの調整部門を作る。
- 教育の質を高めるための大統領諮問会議を設立する。
- 教育基本法（LOCE）を改革し、教育の自由だけではなく、高い質の教育を受ける権利、それらをどんな学生に対しても不当な差別なく与えること。これにより、質の高い学生を選別したり、質の悪い学生を区別したり排除したりすることが禁止される。
- 2006年には新入生50万人のランチと食事を無料とし、2007年にはそれを77万人にまで増やす。
- 520の学校への建築設備投資と、1200の学校の内装設備交換。
- 貧困な学生に与える交通無料パス（Pase Escolar）の使用条件を週7日、1日24時間にまで拡張する。
- 学生15万人（学生の8割に相当する）の大学共通入学試験料を免除する。

一方でバチェレ大統領は、全ての学生に交通無料パスを支給するには経費が年1660億ペソ（約3億米ドル）もかかり、不可能であると説明した。さらに、その経費は貧しい人の住宅3万3千件分、健康保険料の全額、最新設備が整った病院17に等しいと説明した。一方、決定した政策により、25％の家庭が利益を受けるだろうとも発表している。翌日、経済長官アンドレス・ベラスコから、この政策に要する経費が2006年には6000万ドル、2007年には1億3800万ドルになると発表された。
学生達は6月2日、この提案について話し合うために教育省に集まった。8時間以上に及ぶ打合わせの後、高校生調整会議（ACES）はジリッチ教育長官と面談した。面談の終わりは午後10時であり、その後にジリッチ教育長官は学生との話し合いは合意に至らなかったと発表し、後に学生代表もそれを認め、6月5日の全国ストライキを実現するため、Internado Nacional Barros Arana校で別の会議を行うと発表された。

## 第2回全国ストライキと運動の収束
2006年6月3日、高校生調整会議はInternado Nacional Barros Arana校で打合わせを行った。しかし、会議では強硬派と妥協派の対立が起こった。この後、議長のセサル・バレンスエラは辞任を表明した（ただし理由は「病気の母の看病」）。この頃からさまざまな憶測、例えばサンティアゴやプロビデンシアの伝統校のいくつかがジリッチ教育長官と個別に会談しているであるとか、強硬派のチリ共産党のスポークスマンであるマリア・サンウェーサが辞めさせられた、などが広がっていった。高校生調整会議はこれらの噂話を否定し、運動を弱めるための政府の策略であるとの見解を発表した。
100以上のグループが6月5日月曜のストライキを支持し、左翼団体マヌエル・ロドリゲス愛国戦線（FPMR）の呼びかけによる抗議デモにも参加する旨を表明した。ただし、学校内での平和的活動をすべきだという学生リーダーも少なくなかった。FPMRの誘いに関しては政府の拒絶反応が強く、政府事務局長のリカルド・ウェベールは「非難すべきことである（repudiable）」と発言している。それに対して学生らは、FPMRが自身の考えでデモをするのは自由であるが、その責任は全て彼らがとるべきであるとの見解を表明した。
結局そのストライキは、予定通り月曜日に実施され、高校生に加えて大学生、高校教師、トラック運転手、労働者の組合も協力した。午前中は、プラサ・イタリアの付近での無許可のデモ行進や、タイヤが2箇所ほどで放火されるなど若干の小競り合いがあったものの、概ね平静に進められた。活動内容は、国内の場所によって差が見られた。プンタ・アレーナスでは活動がほとんどなかったが、ビオビオ州では140以上、イキケでは58、コイアイケでは9の組織が学生らに占拠された。イースター島には高校が1つしかなかったが、そこでも実施された。平和的デモ行進は、オソルノ、プエルトモント、ラ・セレーナ、バルパライソなどで1万2千人が参加して行われた。
サンティアゴでは、占拠された学校の大部分で、校内で文化的に抗議活動が行われた。最も大規模な活動をしたのはインスティトゥート・ナショナルとチリ大学メインキャンパス付近のものだった。しかし、午後になると次第に暴力沙汰が多くなり、チリ警察が動員される騒ぎとなった。その後に警察は催涙ガスや放水でインスティトゥート・ナショナルに攻撃をしかけた。それは、学生センター長のヘルマン・ウェストホフに言わせれば警察による挑発行為だった。この日、この騒ぎで240人が拘留された。
6月6日、学生集会は内政担当長官宛に手紙を書き、6月1日にバチェレ大統領が提案した大統領諮問委員会について詳しい議論をしたいと申し入れた。その委員会は学生、教師、学校管理者、教育の専門家、その他を含み、その半数が学生でなければならないとも要求された。しかし、政府はそれを決めるのは大統領の権限であるとして、学生側の要求を蹴った。6月7日、大統領は73人のメンバーを発表した。その内、高校生の席は6つだった。
チリの大手紙エル・メルクリオは6月7日、サンティアゴで50の学校、全国で175の学校がストライキを終了し、平常状態に戻った。別の新聞ラ・テルセーラによれば、ストライキを終了した学校は約500であった。
6月9日、学生集会は委員会に出席し、ストライキと学校占領を中止することに合意した。